# Día de enero
Singles de Shakira
Don't Bother
(2005) Hips Don't Lie
(2006)
Pistes de Fijación Oral Vol. 1
Las de la Intuición
(8) Lo Impredecible
(10)
Día de enero est le troisième single de Shakira sorti de l'album Fijación Oral Vol. 1

## Chanson
Écrit et composé par Shakira elle-même, "Día de Enero" est une chanson d'amour qui raconte comment elle a rencontré son petit ami, Antonio de la Rúa un jour Janvier. La chanson fait aussi référence à deux célèbres personnages de BD "Mutt et Jeff" connus en espagnol comme "Eneas et Benitín."

## Clip
clip vidéo tourné en août 2005.
La vidéo de musique pour la chanson Shakira ce montre marchant le long d'une plage au coucher du soleil. Elle attire également l'un cœur dans le sable avec les lettres "S y A» symbolisant son amour pour son ex fiancé, Antonio de la Rúa.

## Graphique des performances
La chanson a atteint un sommet au sein du Top 40 dans le Billboard Hot Latin Tracks et aussi il a fait le numéro un sur le barbotage dans Hot 100 (équivalent à la position 101e place du Billboard Hot 100). La chanson bien réussi ailleurs, notamment en Amérique du Sud.